# Західноєвропейські широколистяні ліси
Західноєвропейські широколистяні ліси (WWF ID: PA0445) — екорегіон у Західній Європі.
Є складовою зони помірні широколистяні та мішані ліси, що займають великі площі Франції, Німеччини, Люксембургу та Чехії та частково Польщі, Австрії, Швейцарії та Бельгії.

## Географія
Екорегіон широколистяних лісів Західної Європи займає площу 492 357 км², включаючи Центральний масив, Середньонімецька височина, гори Юра, Баварське плато та Чеський масив.
Ця територія заселена тисячі років та має декілька великих міст, таких як Ліон, Нансі та Мюнхен.
Більша частина сільської місцевості очищена під сільськогосподарські угіддя, та засаджена зерновими культурами (кукурудза, пшениця, овес) та меншою мірою виноградом.
В екорегіоні вельми різноманітна фауна, зокрема птахи, але більшість великих ссавців знищено.

## Характерні рослини

### Дерева
- Acer pseudoplatanus
- Alnus glutinosa
- Fagus sylvatica
- Fraxinus excelsior
- Quercus robur
- Tilia cordata

### Чагарники
- Corylus avellana
- Euonymus europaeus
- Lonicera xylosteum
- Prunus padus
- Rhamnus catharticus
- Rubus idaeus
- Rubus plicatus
- Sambucus nigra
- Viburnum opulus

### Трави
- Aegopodium podagraria
- Anemone nemorosa
- Brachypodium sylvaticum
- Campanula trachelium
- Carex digitata
- Epipactis helleborine
- Galium odoratum
- Lathraea squamaria
- Melica nutans
- Poa nemoralis
- Ranunculus auricomus
- Salvia glutinosa
- Scilla bifolia
- Stellaria holostea

## Характерні тварини
- Aglais urticae
- Araneus diadematus
- Bufo bufo
- Bombus sylvarum
- Buteo buteo
- Castor fiber
- Canis lupus
- Capreolus capreolus
- Carabus auratus
- Clethrionomys glareolus
- Corvus corax
- Dendrocopos major
- Geotrupes stercorosus
- Lumbricus terrestris
- Luscinia luscinia
- Martes martes
- Meles meles
- Natrix natrix
- Sciurus vulgaris
- Strix aluco
- Ursus arctos
- Vulpes vulpes